# J. Murray Hooker

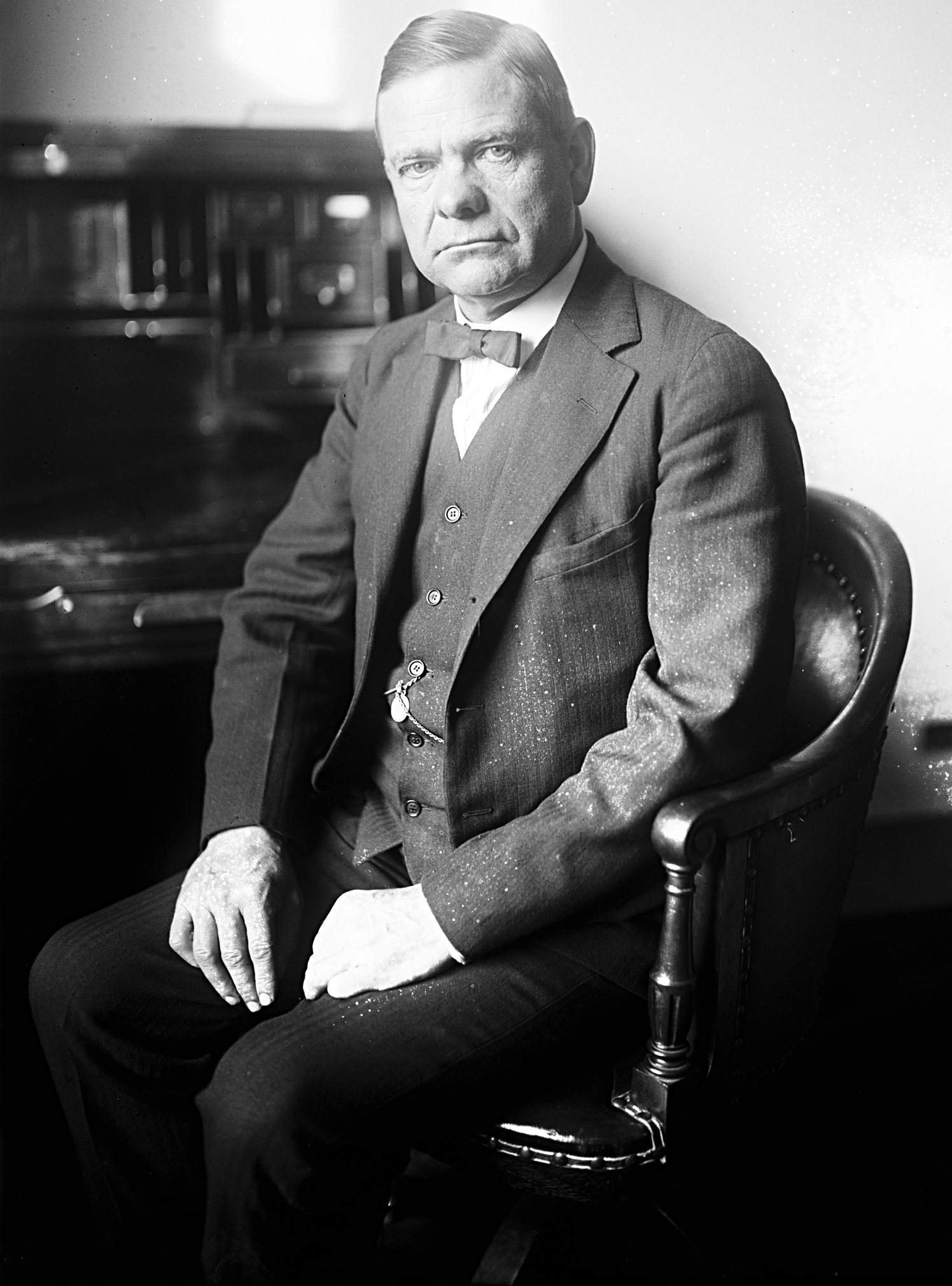
J. Murray Hooker (1921)

James Murray Hooker (* 29. Oktober 1873 in Buffalo Ridge, Patrick County, Virginia; † 6. August 1940 in Stuart, Virginia) war ein US-amerikanischer Politiker. Zwischen 1921 und 1925 vertrat er den Bundesstaat Virginia im US-Repräsentantenhaus.

## Werdegang
Murray Hooker besuchte die öffentlichen Schulen seiner Heimat und absolvierte danach das College of William & Mary in Williamsburg. Nach einem anschließenden Jurastudium an der Washington and Lee University in Lexington und seiner 1896 erfolgten Zulassung als Rechtsanwalt begann er in Stuart in diesem Beruf zu arbeiten. Danach war er auch Bezirksstaatsanwalt im Patrick County. Gleichzeitig schlug er als Mitglied der Demokratischen Partei eine politische Laufbahn ein. In den Jahren 1901 und 1902 war er Delegierter auf einer Versammlung zur Überarbeitung der Verfassung von Virginia. Von 1901 bis 1906 gehörte er dem Leitungsgremium des Virginia Military Institute an; zwischen 1908 und 1914 war er Mitglied der Fischereikommission seines Staates.
Nach dem Tod des Abgeordneten Rorer A. James wurde Hooker bei der fälligen Nachwahl für den fünften Sitz von Virginia als dessen Nachfolger in das US-Repräsentantenhaus in Washington, D.C. gewählt, wo er am 8. November 1921 sein neues Mandat antrat. Nach einer Wiederwahl konnte er bis zum 3. März 1925 im Kongress verbleiben. 1924 verzichtete er auf eine erneute Kandidatur. Im selben Jahr war er Delegierter zur Democratic National Convention in New York.
Nach dem Ende seiner Zeit im US-Repräsentantenhaus war Hooker im Jahr 1925 Staatsvorsitzender seiner Partei in Virginia. Ansonsten praktizierte er wieder als Anwalt. Er starb am 6. August 1940 in Stuart.